# Nephrotoma lucida
Nephrotoma lucida is een tweevleugelige uit de familie langpootmuggen (Tipulidae). De soort komt voor in het Palearctisch gebied.